# Selciato del gigante
Il Giant's Causeway (in italiano selciato del gigante; in irlandese Clochán an Aifir, arcaicamente Clochán na bhFomhórach; in Ulster Scots Giant's Causeway) è un affioramento roccioso naturale situato sulla costa nord est irlandese a circa 3 km a nord della cittadina di Bushmills, nella contea di Antrim, in Irlanda del Nord, composto da circa 40 000 colonne basaltiche di origine vulcanica. La suggestiva conformazione ha ispirato antiche leggende che narrano di giganti e di titaniche battaglie.
Il Selciato del gigante è stato inserito nella lista dei Patrimoni dell'umanità dell'UNESCO nel 1986 per il suo il valore geologico e l'interesse per le scienze della Terra; la costa su cui insiste il sito è una riserva naturale nazionale dal 1987 gestita dal National Trust for Places of Historic Interest or Natural Beauty.

## Descrizione

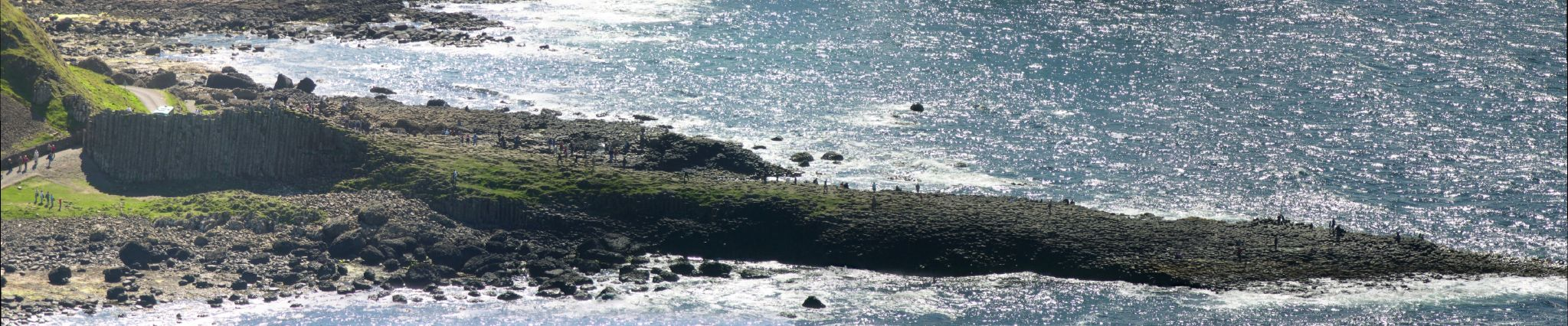
Panoramica dalle scogliere

Il sito Unesco è composto da circa 40 000 colonne basaltiche dalla forma prismatica a base per lo più esagonale, ma ve ne sono anche a quattro, cinque, sette o otto lati. Le più alte raggiungono 12 metri e alcune, situate sulle scogliere, si innalzano anche per 28 metri sul livello del mare. Le formazioni visibili sulla costa sono solo parte del complesso, che prosegue anche sul fondale marino adiacente.

## Storia e formazione

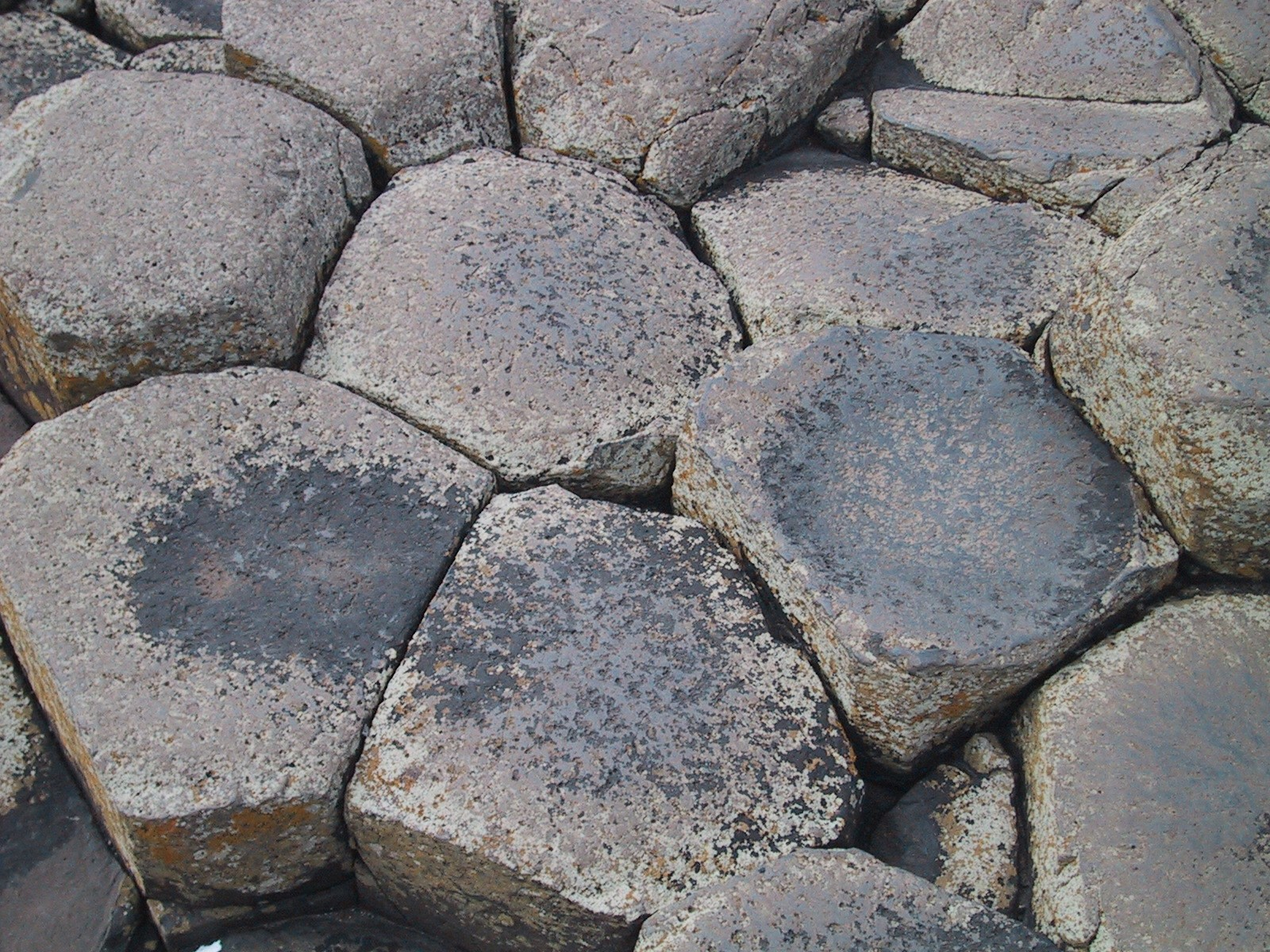
Particolare della fessurazione

60 milioni di anni fa le potenti forze che allontanavano il Nord America e l'Europa aprirono una fessura nella crosta terrestre sul margine occidentale di quella che ora è la Gran Bretagna. Dalla fessura eruttò basalto fuso (roccia che forma il fondale marino) che in seguito, raffreddato e solidificato, si ritirò, dividendosi in migliaia di colonne a simmetria regolare.
Sessanta milioni di anni fa l'intera contea di Antrim subì un'intensa attività vulcanica, che provocò l'intrusione del basalto fuso, molto fluido, attraverso dei letti di gesso, con la conseguente formazione di un vasto plateau lavico. A contatto con l'acqua e l'aria la lava si raffreddò rapidamente creando le attuali colonne esagonali.
La scoperta del Selciato del gigante fu annunciata nel 1693 in un documento cartaceo redatto per la Royal Society da sir Richard Bulkeley, un membro del Trinity College di Dublino, ma il vero scopritore fu il vescovo di Derry, che aveva visitato il luogo un anno prima. Al tempo ci furono varie discussioni sulla formazione di quel posto così particolare; ne uscirono teorie strampalate come l'esistenza di un gigante, la lavorazione con cesello e picconi fatta da persone e qualche influenza naturale sconosciuta. La questione fu risolta definitivamente nel 1771, quando il francese Desmarest individuò l'origine del fenomeno in un'eruzione vulcanica.

## Leggenda
La leggenda più diffusa racconta del gigante Fionn mac Cumhaill, che avrebbe costruito un selciato per raggiungere a piedi la Scozia per combattere il gigante rivale, Angus. 

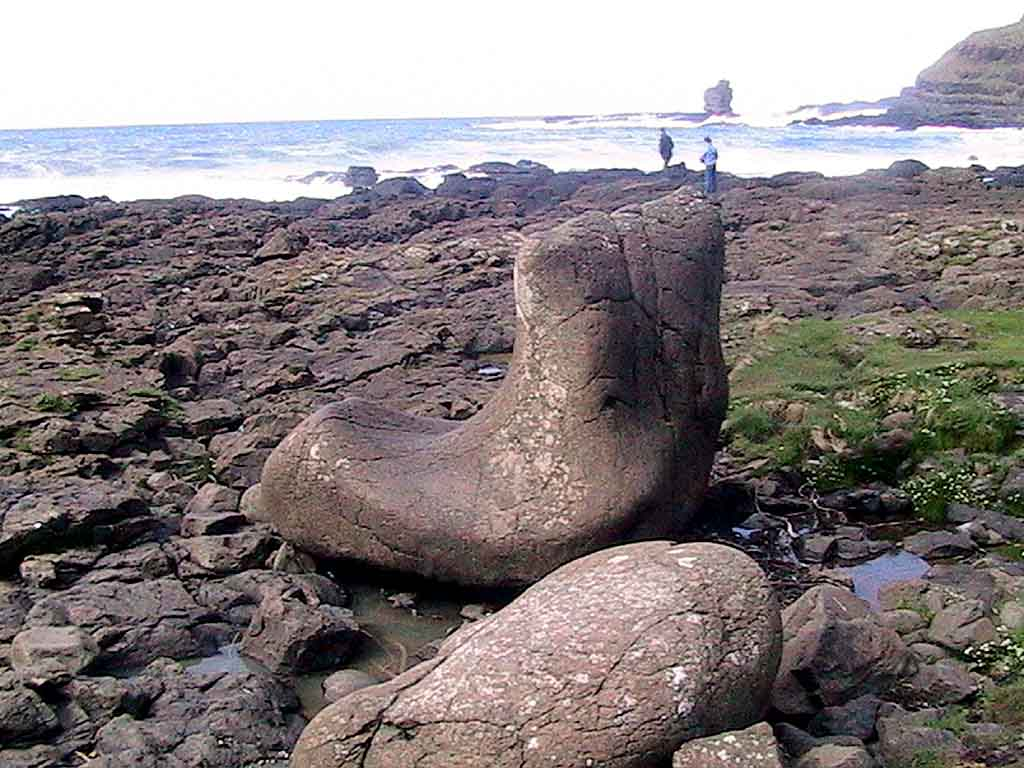
"Stivale del Gigante", caratteristica roccia che richiama l'antica leggenda

Una versione della storia narra che Fionn cadde in un sonno profondo prima di andare in Scozia, e quando Angus venne a cercarlo, la moglie Oonagh lo coprì con un drappo e provo a convincere il rivale che quello era il loro bambino. In una variante, avendo visto l'enorme stazza del nemico, fu lo stesso Fionn a dire alla moglie di preparare l'inganno. In entrambi i casi, quando Angus vide la dimensione del "bambino", pensò che il padre dovesse essere terribilmente gigantesco e scappò terrorizzato, distruggendo il selciato per evitare di essere inseguito.
Secondo un'altra versione, Finn costruì la Causeway per permettere al rivale di giungere in Irlanda dalla Scozia. Angus fu sconfitto, e la Causeway, terminata la sua funzione, scomparve nell'oceano.
Altre storie meno diffuse vorrebbero che il Selciato fosse stato costruito da un gigante innamorato per raggiungere la sua amata, che viveva in Scozia. Dall'altra parte del Selciato, sulla costa scozzese, l'isola di Staffa ha le stesse formazioni basaltiche, specialmente nella grotta di Fingal.
Un'altra storia parla del gigante d'Irlanda che decise di sfidare il gigante della Scozia, ma dato che non voleva andare in Scozia a nuoto, creò un percorso con queste particolari pietre. Quando arrivò, però, si accorse della grandezza dell'altro e fuggì sperando di non farsi sentire, ma non ci riuscì. Vedendolo scappare, il gigante scozzese lo inseguì fino all'Irlanda. Entrando a casa sua non lo trovò; poi si accorse che c'era qualcuno dietro una tenda; la aprì, vide il suo avversario nelle sembianze di un gigantesco bebè e pensò che se il figlio di pochi mesi era così grande, quanto grande poteva essere il padre? Spaventato, batté in ritirata e distrusse il ponte che collegava i due luoghi.

## Attrazioni, flora e fauna

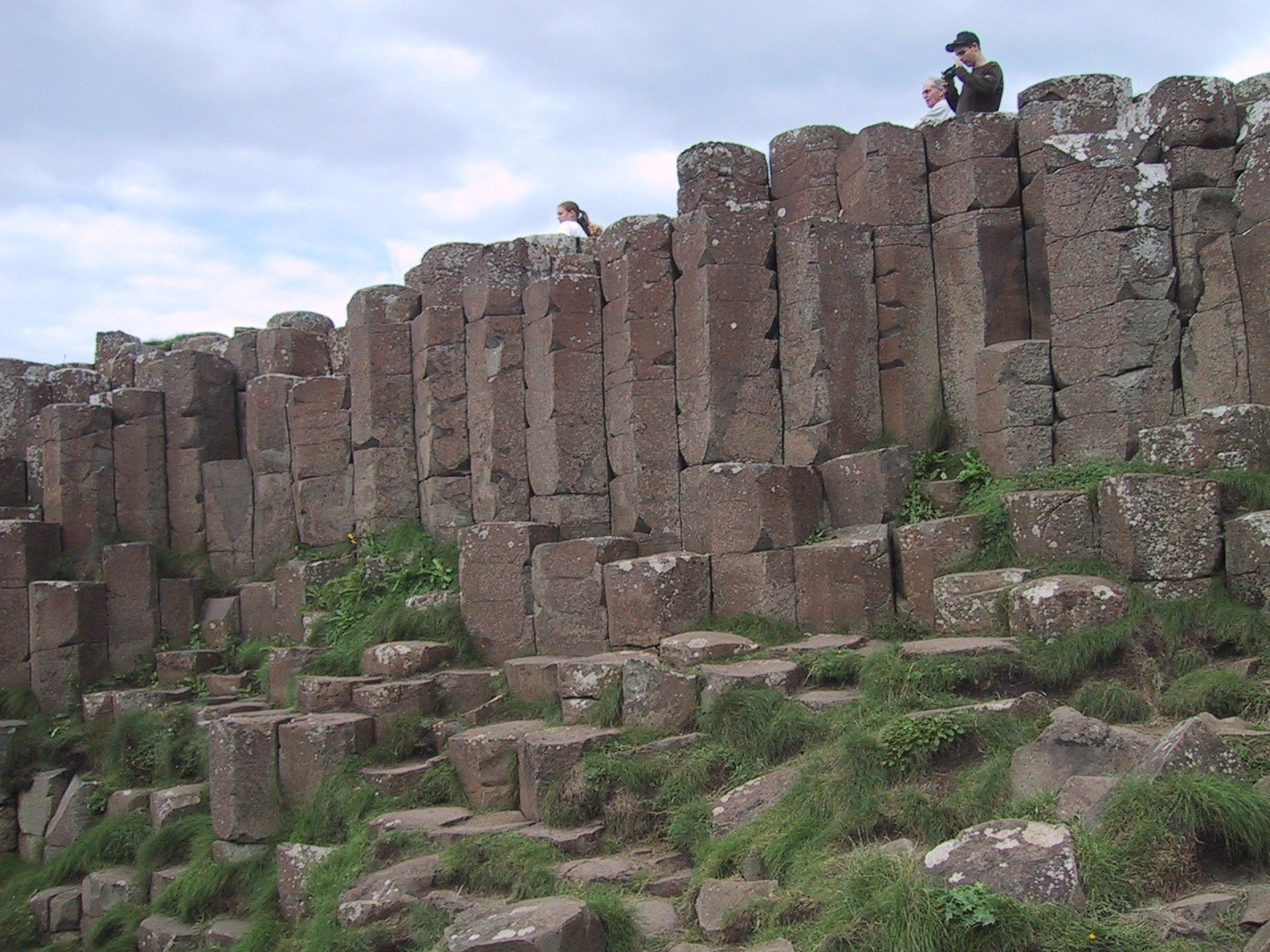
Flora tra le formazioni rocciose

L'area è un paradiso protetto per uccelli marini come il fulmaro, i Procellariiformi, il cormorano, l'uria e la gazza marina, mentre le fessure nelle rocce ospitano molte piante rare come l'asplenio, il trifoglio zampa di lepre, la scilla verna, la festuca marina ed il celoglosso verde.
Alcune parti dell'area, esposte all'azione di eventi meteorologici da milioni di anni, richiamano vari oggetti e figure: le più famose sono "l'Organo" e lo "Stivale del Gigante", ma anche gli "Occhi del gigante", colonne più rossastre e più basse create da effusioni diverse di basalto; i "Gradini di Shepherd"; l'"Alveare", uno dei punti più caratteristici proprio a ridosso dell'oceano; l'"Arpa del Gigante"; i "Chimney Stacks" (la pila di ciminiere), alte colonne di basalto che svettano in cima alle scogliere; il "Cancello del Gigante" all'entrata dalla strada e la "Gobba del Cammello".

## Strutture simili
Sebbene le colonne basaltiche del Selciato del Gigante siano le più suggestive e famose, non sono uniche al mondo. Luoghi simili esistono da diverse parti: oltre alla già citata Staffa in Scozia, ci sono Garni in Armenia, Svartifoss, Kálfshamarsvík, Hálsanefshellir a Reynisfjall in Islanda, le isole dei Ciclopi, le forre laviche del Simeto, le gole dell'Alcantara e i neck di Motta Sant'Anastasia in Sicilia, il "Cuccur'e Zeppara" (Guspini) e capo Nieddu (Cuglieri) in Sardegna, le Pietre lanciate presso Bolsena, il Devils Postpile National Monument in California, la Torre del diavolo nel Wyoming, l'"Organ Pipes" sul monte Cargill in Nuova Zelanda, il Panska skala in Repubblica Ceca, Pico de Ana Ferreira sull'isola Porto Santo (Portogallo).
Secondo alcuni studiosi, come il geologo Robert Schoch, anche la cosiddetta Struttura Yonaguni in Giappone potrebbe avere la stessa origine.

## Galleria d'immagini

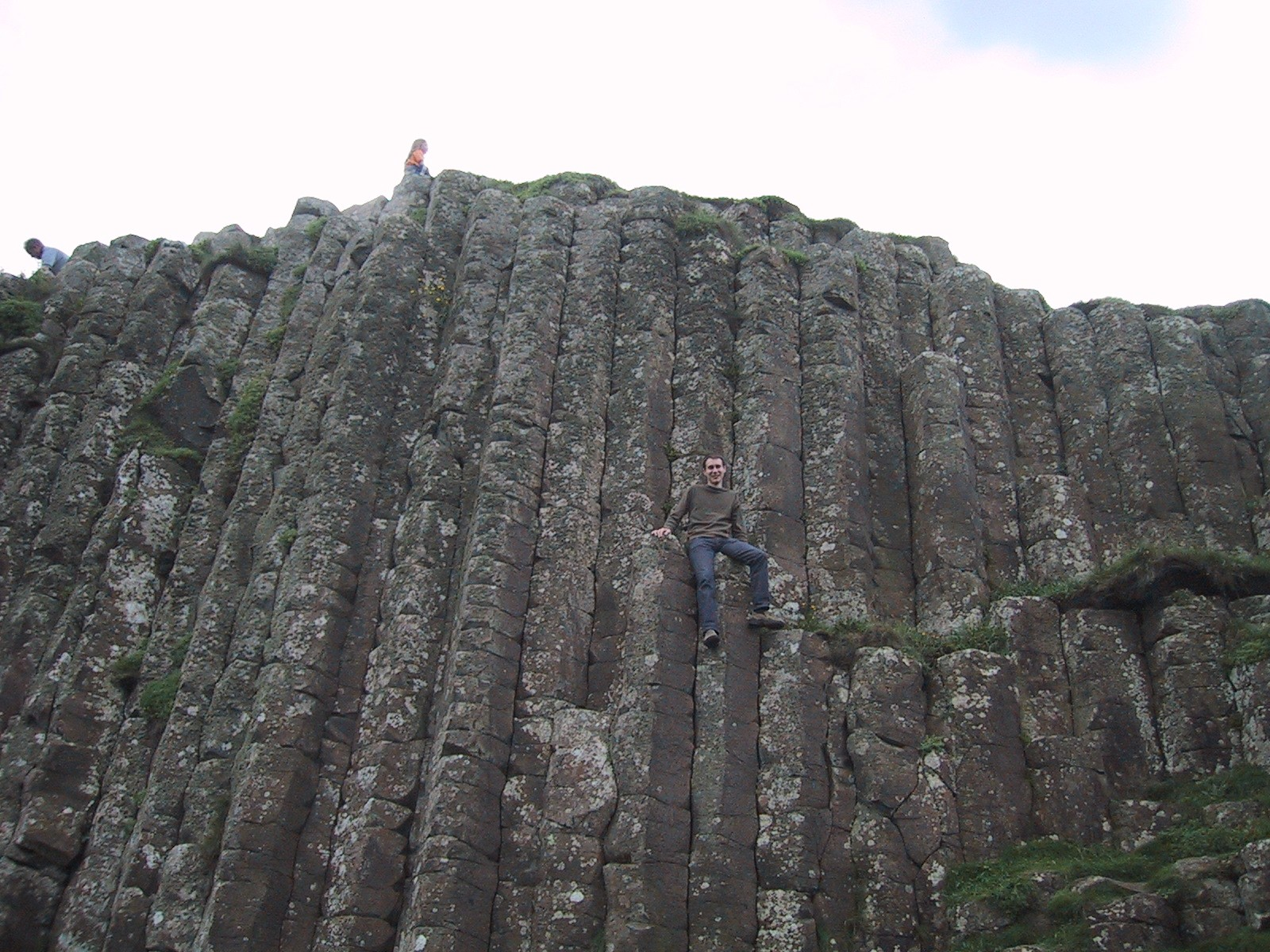
L'organo
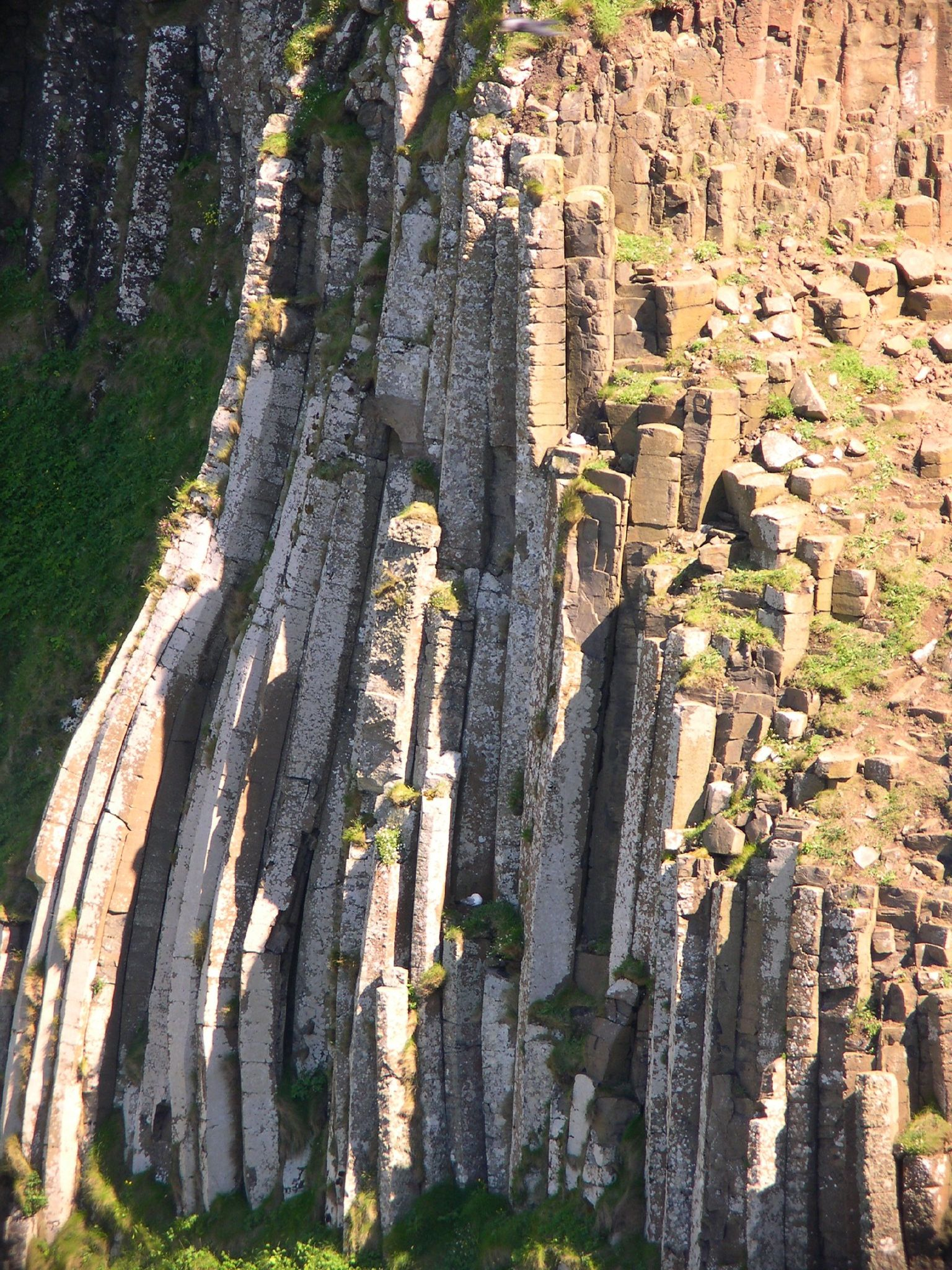
L'arpa del Gigante
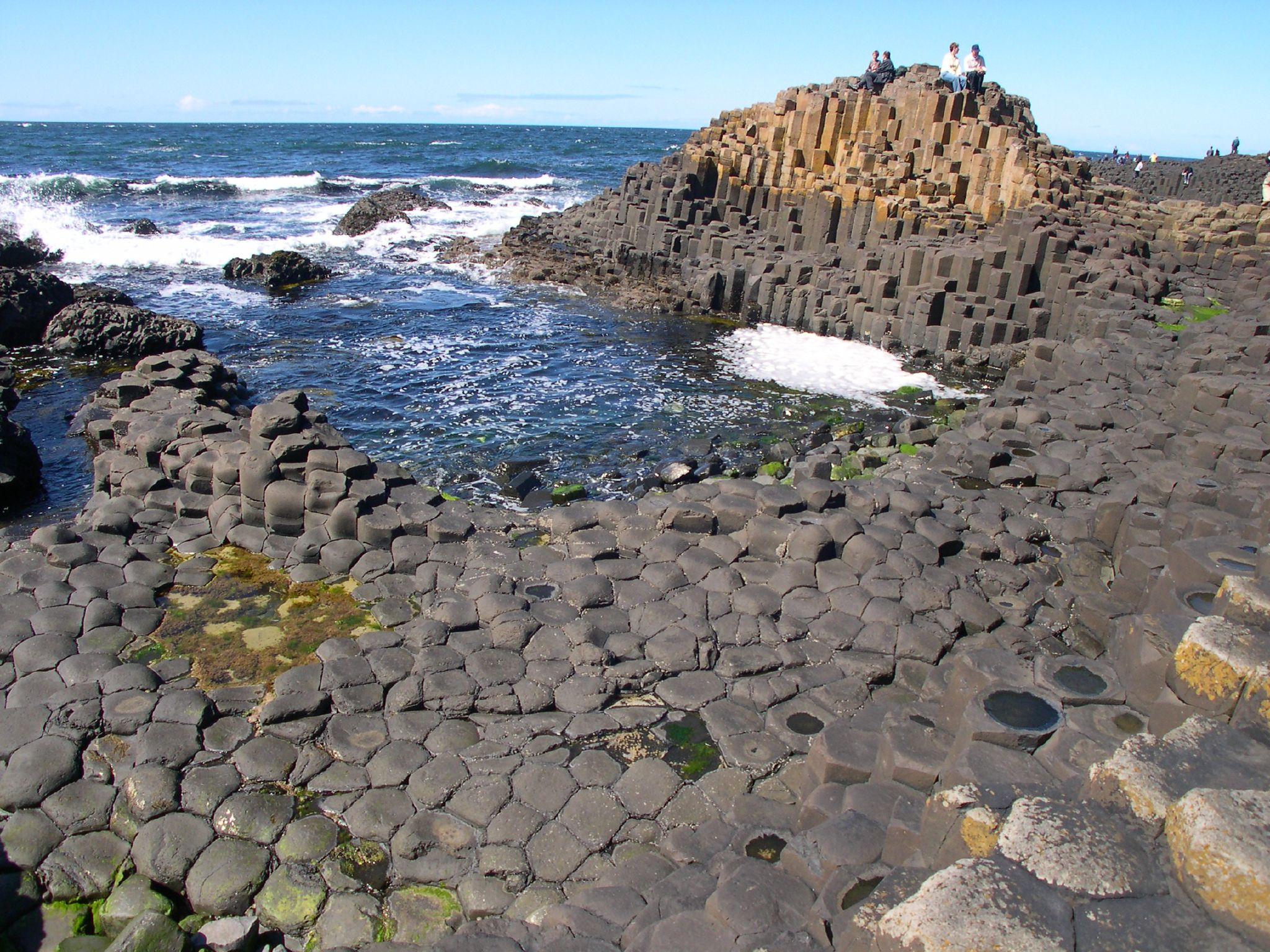
L'alveare
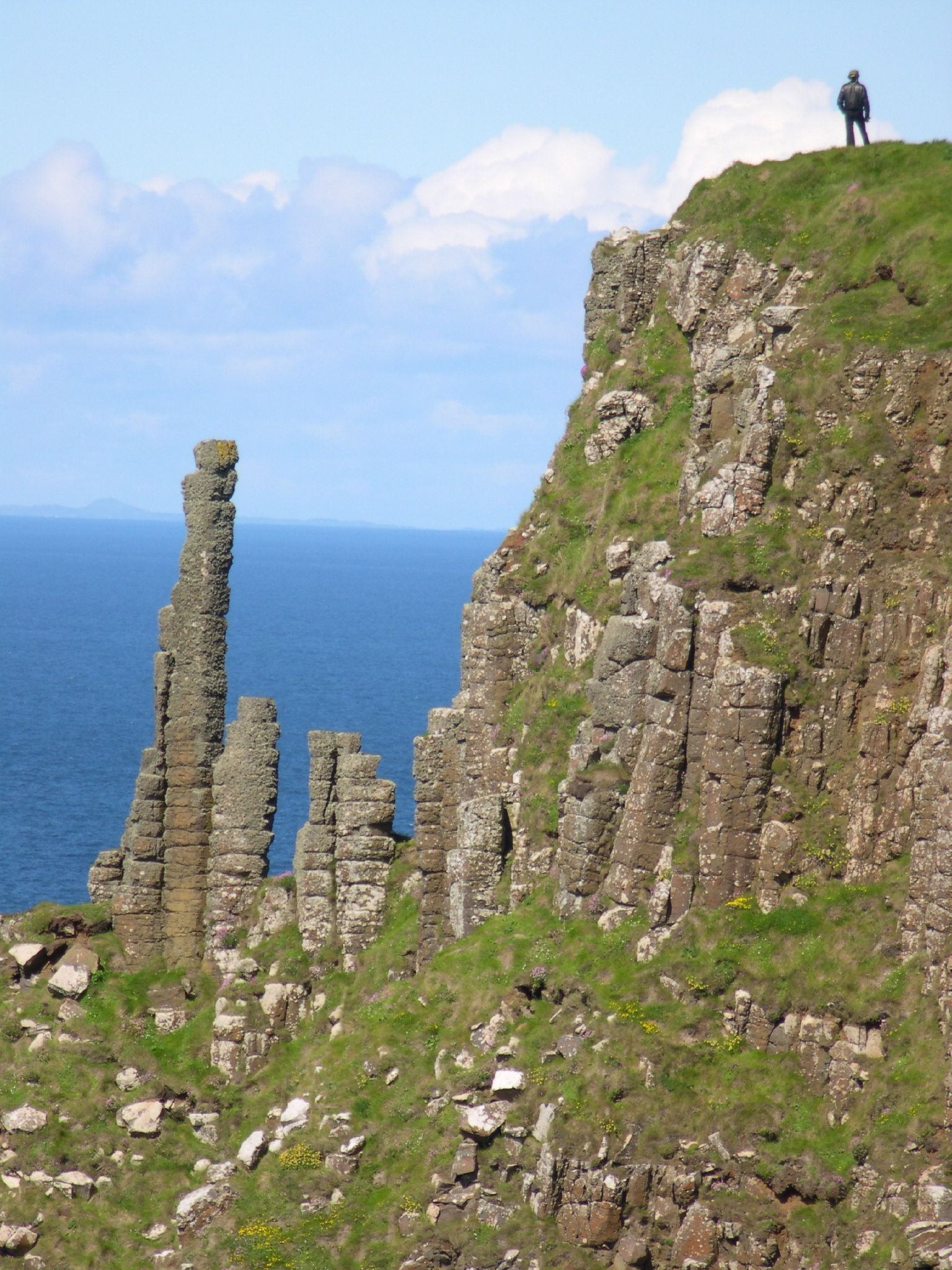
Chimney Stacks
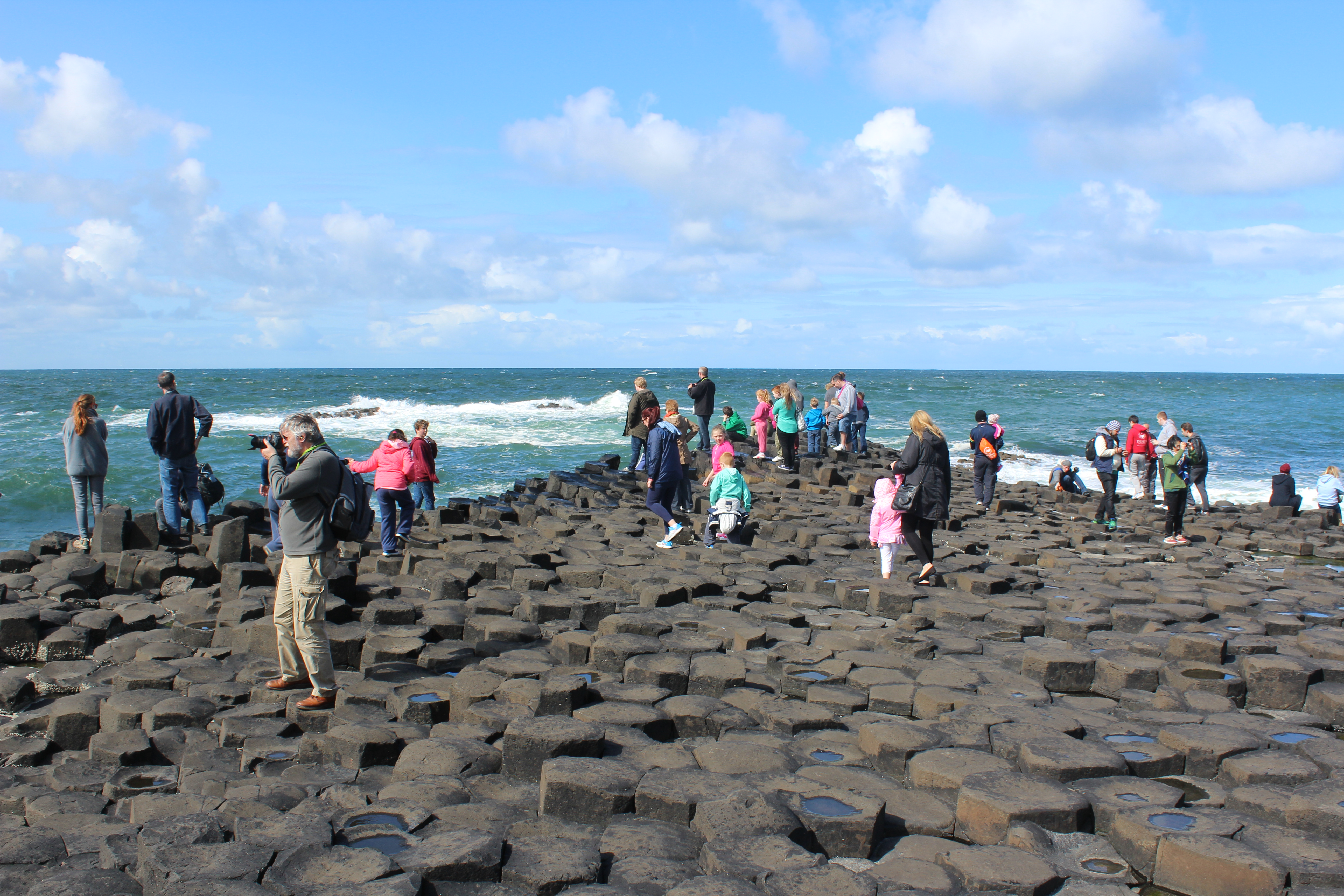
Strada verso il mare